# AS Excelsior (Tahití)
El AS Excelsior, oficialmente AS Excelsior Papeete o AS Excelsior Tahití es un equipo de fútbol de Tahití que juega en la Segunda División de Tahití, la segunda liga de fútbol más importante del país.

## Historia
El club fue fundado el 25 de diciembre de 1940 y consiguió 7 títulos de la Primera División y 4 títulos de Copa de Tahití.

## Tenis
El club de fútbol también cuenta con un equipo de Tenis.

## Palmarés
- Primera División de Tahití: 7

1952, 1956, 1957, 1959, 1960, 1986, 1988
- Copa de Tahití: 4

1960, 1963, 1964, 1965